# ˡ
Cette page contient des caractères spéciaux ou non latins. S’ils s’affichent mal (▯, ?, etc.), consultez la page d’aide Unicode.
ˡ, appelée l en exposant, l supérieur ou lettre modificative l, est un symbole de l’alphabet phonétique international.
Il est formé de la lettre l mise en exposant.

## Utilisation
Dans l’alphabet phonétique international, ‹ ˡ › représente la désocclusion latérale de la consonne qui le précède.

## Représentations informatiques
La lettre modificative l peut être représenté avec les caractères Unicode suivants (Alphabet phonétique international) :
| formes       | représentations | chaînes de caractères | points de code | descriptions                    | note                            |
| ------------ | --------------- | --------------------- | -------------- | ------------------------------- | ------------------------------- |
| modificative | ˡ               | ˡ                     | U+02E1         | lettre modificative minuscule l | codé pour le symbole phonétique |